# 迪特拉姆斯采尔
迪特拉姆斯采尔是德国巴伐利亚州的一个市镇。总面积96.82平方公里，总人口5304人，其中男性2701人，女性2603人（2011年12月31日），人口密度55人/平方公里。